# Miles Aerovan
El Miles M.57 Aerovan fue un avión de transporte británico bimotor de corto alcance y bajo coste, diseñado y producido por Miles Aircraft. Se utilizó principalmente para realizar servicios de carga y pasajeros. 
El desarrollo del Aerovan comenzó durante los últimos años de la Segunda Guerra Mundial como un carguero asequible, adecuado tanto para fines civiles como militares. Era adecuado para operaciones austeras y poseía una capacidad de carga atípicamente alta para su potencia. El avión podía transportar cargas útiles relativamente grandes, incluido un solo automóvil, a través de su gran puerta de carga tipo bivalva. Si bien Miles tenía la intención de producir el Aerovan para el Ejército británico como un activo en tiempos de guerra, el desarrollo quedó en suspenso por orden del Ministerio del Aire hasta el final del conflicto.
El 26 de enero de 1945 tuvo lugar el vuelo inaugural del Aerovan. La producción en cantidad comenzó formalmente durante 1946, aunque la demanda de los clientes superó la capacidad de producción de la empresa. El Aerovan fue volado principalmente por operadores comerciales, pero también fue operado por varios usuarios militares. Se desarrollaron numerosas variantes y se idearon otros modelos, incluido un modelo de hidroavión; sin embargo, la producción se detuvo como resultado de la quiebra de la empresa a finales de 1947.

## Desarrollo

### Antecedentes
Los trabajos en el Aerovan comenzaron a principios de 1944, siendo concebido desde el principio como un carguero asequible de baja potencia, adecuado tanto para fines civiles como militares. A lo largo de la Segunda Guerra Mundial, George Miles había abogado por el uso de un avión de este tipo dentro del ejército británico en lugar de la práctica entonces estándar de depender en gran medida de planeadores. Tras la finalización del desarrollo del Miles Messenger, el equipo de diseño de Miles consideró que un avión de aproximadamente el doble de potencia y peso sería una investigación valiosa; en particular, se creía que dicho avión sería un transporte militar capaz para teatros como la campaña de Birmania contra el Japón imperial, además de desempeñarse en funciones específicas como ambulancia aérea.
Para adaptarse al uso previsto, desde el principio se reconoció que un avión de este tipo tendría que ser operado desde pistas de aterrizaje austeras y terrenos menos hospitalarios. Además, se reconoció que el modelo podría ampliarse posteriormente a un carguero más grande, del cual Miles había formulado múltiples propuestas incluso antes del final del conflicto. Más allá de sus aplicaciones militares, la próxima era de posguerra vería operadores civiles que necesitarían grandes cantidades de transportes económicos de corto alcance y pequeños cargueros. Se seleccionó una configuración de ala alta para el avión, equipada con flaps externos y propulsada por un par de motores de pistón Blackburn Cirrus Major. Para facilitar la carga, toda la parte trasera del fuselaje era una puerta, lo que requería el uso de un botalón de cola relativamente alto.
El prototipo fue construido en la fábrica de Miles en Woodley, en Berkshire. El 26 de enero de 1945, este prototipo realizó el primer vuelo del modelo, pilotado por Tommy Rose. El rendimiento del prototipo fue inmediatamente positivo, demostrando ser cómodo y relativamente fácil de volar. Demostró tener una capacidad de carga útil atípicamente alta para un avión de tal potencia, siendo capaz de levantar cargas útiles que excedían su propio peso cuando se operaba en una configuración básica. Los resultados de las pruebas iniciales se presentaron al Ministerio del Aire mientras la compañía se preparaba para poner el Aerovan en producción inmediata para apoyar el esfuerzo bélico. Sin embargo, el trabajo de Miles no fue aprobado, la empresa fue censurada por construir el avión sin autorización y los trabajos en el proyecto fueron suspendidos por orden del ministerio.

### En producción
Los trabajos en el Aerovan se reanudaron poco después del Día de la Victoria en Europa. Si bien hubo una demanda inmediata para este modelo entre los clientes civiles, Miles no pudo mantener el ritmo de los pedidos entrantes, un resultado que el autor de aviación Don Brown atribuyó a la decisión del Ministerio del Aire de suspender el proyecto. El modelo de producción del Aerovan presentó algunos cambios con respecto al prototipo, incluido un tramo alargado del fuselaje de 18 pulgadas y el uso de ventanas tipo ojo de buey en lugar de rectangulares. La producción en cantidad del Aerovan comenzó realmente durante 1946; la mayoría de los aviones vendidos fueron a operadores civiles, tanto nacionales como extranjeros, aunque también surgieron algunos clientes militares para este modelo, incluidos Israel y Nueva Zelanda.
Tras unas negociaciones, se concedió una licencia para que el Aerovan se fabricara en Francia, pero nunca se construyó ningún avión de este modelo en el país. Un único avión de la Real Fuerza Aérea de Nueva Zelanda (RNZAF) fue convertido para la distribución aérea de fertilizantes, mientras que un segundo lo fue para realizar trabajos de reconocimiento aeromagnético, aunque no tuvo éxito. En 1957 se utilizó un único Mark 4 para realizar investigaciones con un ala Hurel-Dubois de gran alargamiento, siendo entonces conocido como Miles HDM.105. El prototipo, que fue designado retroactivamente Mark 1, fue posteriormente equipado con una réplica a escala 5/6 de la góndola del turbohélice Armstrong Siddeley Mamba para el Miles Marathon; posteriormente también se equipó con alerones en línea con los flaps estándar.
Incluso antes de que el Aerovan entrara en producción en masa, Miles tenía ambiciones de producir múltiples derivados del modelo. Uno de esos diseños era un avión especializado para realizar la función de puesto de observación aérea, destinado a ser operado por una tripulación de cuatro hombres y con una cubierta acristalada ampliada para proporcionar una vista panorámica, en combinación con una sección trasera del fuselaje acristalada. También se trabajó en un derivado hidrocanoa que habría tenido un casco de un solo rediente, manteniendo la puerta de carga trasera por encima de la línea de flotación con la ayuda de dos flotadores estabilizadores transportados sobre pontones colocados a cada lado del casco. Ambos diseños habrían conservado importantes puntos en común con el Aerovan estándar, compartiendo la disposición del ala, de la cola y del motor. La producción del Aerovan terminó abruptamente a finales de 1947, como consecuencia de la quiebra y posterior disolución de Miles.

## Diseño
El Miles Aerovan era un monoplano bimotor de ala alta construido con madera contrachapada unida con plástico y algunas piezas de abeto y metal. Poseía un tren de aterrizaje triciclo fijo, tres unidades verticales de cola y timón, una central y dos como placas terminales del plano de cola, recordando en general la configuración a la del Miles Messenger. El ala presentaba flaps accionados eléctricamente que podían ajustarse a cualquier ángulo, lo cual era una innovación reciente. En tierra, la dirección se lograba mediante el frenado diferencial o la operación diferencial de los mandos aceleradores.
El Aerovan tenía un fuselaje delantero de lados relativamente altos, lo que requería el uso de una gran superficie del empenaje. Los dos pilotos estaban alojados dentro de una gran cubierta de metacrilato transparente que formaba la parte dorsal delantera de la cápsula, mientras que el fuselaje llevaba cuatro o cinco ventanas circulares a cada lado para el uso de los pasajeros. El acceso a la cabina de vuelo y a la de pasajeros se realizaba a través de una puerta situada en el lado de estribor. Para mayor comodidad, normalmente se instalaban servicios adicionales como la insonorización. Las capacidades de sustentación del Aerovan eran tales que las cargas útiles podían pesar hasta una tonelada, junto con un volumen suficiente para permitir el transporte de un automóvil familiar típico, que podía cargarse a través de las puertas de almeja situadas en la parte trasera.
Se podían ajustar varios aspectos de la configuración del Aerovan para satisfacer las demandas de los clientes; tales modificaciones incluían la adición de esquís para operar en climas nevados. El Aerovan estándar estaba propulsado por un par de motores de pistón Blackburn Cirrus Major; los motores alternativos incluían el De Havilland Gipsy Major y el Lycoming O-435, que a menudo requerían el uso de empenajes y timones agrandados para hacer frente al aumento de potencia en todas las circunstancias. Cambiando los motores se podía aumentar la velocidad máxima hasta en 20 mph y el régimen de ascenso hasta en un 50 %.

## Historia operacional

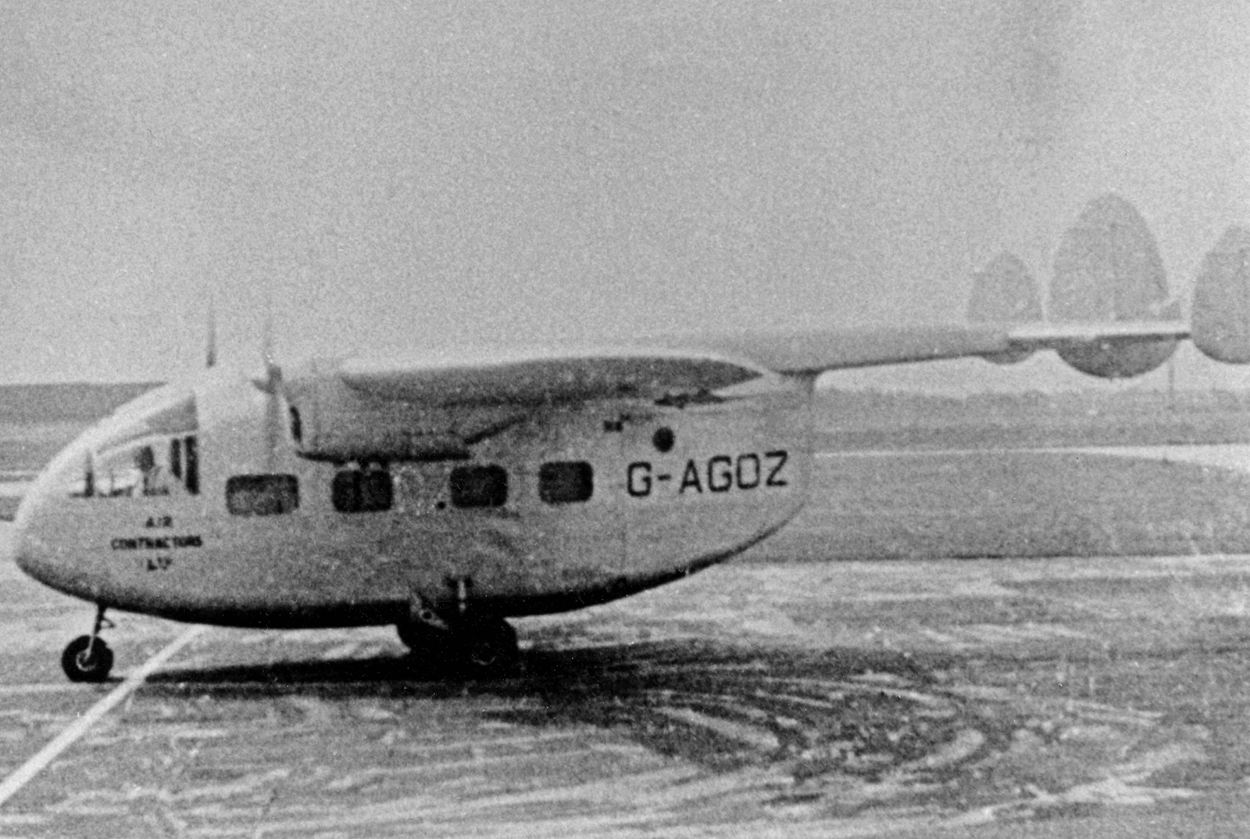
El prototipo Aerovan 1 con cuatro ventanas cuadradas a cada lado.

El Aerovan fue operado principalmente por clientes civiles, y la demanda del modelo por parte de dichos operadores superó la capacidad de producción de Miles. Estos aviones se utilizaban a menudo en una amplia gama de operaciones; los usos más oscuros incluyeron el movimiento de ganado a través del Canal de la Mancha y como furgoneta de mudanzas volante.
La mayoría de los Aerovan Mk 3 y 4 se emplearon en servicios de pasajeros y carga, trabajos chárter y viajes de placer en el Reino Unido y el Cercano Oriente. Meridian Air Maps operó el Aerovan 4 G-AISF en trabajos de reconocimiento aéreo desde octubre de 1955 hasta que se estrelló al despegar de Manchester (Ringway), el 29 de abril de 1957. El accidente provocó la muerte de dos pasajeros y de la piloto Jean Lennox Bird, la primera mujer en recibir las alas de la RAF.
La RNZAF evaluó un par de Aerovan 4 durante 1950.
La recién formada Fuerza Aérea Israelí adquirió un único Aerovan G-AJWI en Gran Bretaña, que entró en servicio en junio de 1948. Capaz de utilizar pistas de aterrizaje relativamente cortas, fue volado repetidamente a asentamientos y al aeropuerto de Jerusalén ante el fuego defensivo de armas ligeras. El 17 de julio de 1948, el avión realizó un aterrizaje forzoso al sur de Tel Aviv y acabó destruido por los palestinos.

## Variantes
Fuente: Jackson 1974
Aerovan 1
Primer prototipo G-AGOZ . El prototipo de fuselaje corto tenía cuatro ventanas cuadradas. Al igual que los Aerovan 2, 3 y 4, estaba propulsado por dos motores de pistón Blackburn Cirrus Major III de 112 kW (150 hp).
Aerovan 2
El segundo prototipo G-AGWO tenía un peso en vacío menor (en 410 lb) y un fuselaje 0,46 m más largo con cinco ventanas redondas. Se modificó el equilibrado de las aletas exteriores.
Aerovan 3
Esencialmente idéntico al Mk 2. Siete construidos, seis matriculados en el Reino Unido en un momento u otro, y el otro acabando en Bélgica.
Aerovan 4
Mark 3 con mejoras en detalle; la principal variante de producción se distinguía por cuatro ventanas circulares. 43 construidos, incluido uno construido originalmente como Mk 3. 40 de ellos se registraron en el Reino Unido. Dos de ellos se convirtieron posteriormente en Mk 5 y en el HDM.105. Se construyeron tres máquinas más, una para Irak y dos para la RNZAF (luego vendidas en el mercado civil).
Aerovan 5
Propulsado por dos motores De Havilland Gipsy Major 10 de 108 kW (145 hp). Uno construido.
Aerovan 6
Propulsado por dos motores de pistón Avco Lycoming O-435-A de 145 kW (195 hp). Uno construido con aletas exteriores agrandadas tomadas de un Miles M.68 desguazado.
Hurel-Dubois Miles HDM.105
Asociación entre Miles y la Societe des Avions Hurel-Dubois a través de la empresa conjunta HD et M. (Aviation), Ltd. Aerovan equipado con un ala de gran alargamiento (20,5:1) de 22,96 m de envergadura de casi la misma superficie que los modelos anteriores, diseñada por Hurel-Dubois; influyó en el diseño del Shorts Skyvan. El antiguo Mark 4 G-AJOF voló por primera vez como HDM.105 el 31 de marzo de 1957 como G-35-3 (posteriormente registrado nuevamente como G-AHDM) con prestaciones similares a las de los modelos anteriores. Dañado y luego desguazado en junio de 1958.Se propuso un HDM.106 de 8000 libras y 75 pies de envergadura con motores Lycoming de 290 hp, pero no se desarrolló.

## Operadores

### Civiles
Fuentes: Jackson
 Angola
 Bélgica
- Belgian Air Service

 España
- Aerotechnica
- Compañía Auxilar de Navegación Aérea

 Francia
- Compagnie General de T.S.F

 Irak
 Italia
- Societe Transporti Aerei Mediterranei

 Kenia
- Airwork (East Africa)

 Nueva Zelanda
 Países Bajos
 Reino Unido
- Air Contractors
- Airwork
- Arab Contracting and Trading Company
- Air Transport (Charter)
- British Nederland Airservices
- Channel Islands Air Freight
- Culliford Airlines
- East Anglian Flying Services
- Island Air Charters
- Kenning Aviation Ltd
- Lancashire Aircraft Corporation
- Lockwoods Flying Services
- Meridan Air Maps
- North Sea Air Transport
- North West Airlines
- Patrick-Duval Aviation
- Sivewright Airways
- Skyfreight
- Skytravel
- Ulster Aviation
- Universal Flying Services

 Suiza
 Turquía
- Turkish State Airlines
- Hurkus Hava Yollari

### Militares
Israel
- Fuerza Aérea Israelí

 Nueva Zelanda
- Real Fuerza Aérea de Nueva Zelanda

## Especificaciones (Aerovan Mark 2, 3, 4)
Referencia datos: British Civil Aircraft since 1919

### Características generales
- Tripulación: Dos (pilotos)
- Capacidad: 10 pasajeros
- Longitud: 11 m (36,1 ft)
- Envergadura: 15 m (49,2 ft)
- Altura: 4,1 m (13,5 ft)
- Superficie alar: 36 m² (387,5 ft²)
- Perfil alar: raíz: NACA 23018; punta: NACA 2412[31]
- Peso vacío: 1361 kg (2999,6 lb)
- Peso cargado: 2631 kg (5798,7 lb)
- Planta motriz: 2× motor lineal invertido de 4 cilindros refrigerado por aire Blackburn Cirrus Major IIA.
  - Potencia: 110 kW (152 HP; 150 CV) cada uno.
- Hélices: 1× Fairey bipala de paso fijo por motor.

### Rendimiento
- Velocidad máxima operativa (Vno): 204 km/h (127 MPH; 110 kt)
- Velocidad crucero (Vc): 180 km/h (112 MPH; 97 kt)
- Alcance: 640 km (346 nmi; 398 mi)
- Techo de vuelo: 4040 m (13 255 ft)
- Régimen de ascenso: 3,1 m/s (610 ft/min)
- Velocidad de aterrizaje: 64 km/h

## Aeronaves relacionadas

### Desarrollos relacionados
- Miles M.68 "Boxcar"
- Miles M.71 Merchantman

### Secuencias de designación
- Secuencia M._ (interna de Miles): ← M.39B - M.50 - M.52 - M.57 - M.60 - M.65 - M.68 -- M.76 - M.77 - M.100 - M.105 - M.115